# منتخب الاتحاد السوفيتي تحت 16 سنة لكرة القدم
منتخب الاتحاد السوفيتي تحت 16 سنة لكرة القدم هو ممثل الاتحاد السوفيتي الرسمي في المنافسات الدولية في كرة القدم في فئة كرة قدم تحت 16 سنة للرجال، يديريه الاتحاد السوفيتي لكرة القدم.